# Assassinato de Lindsay Hawker
O Assassinato de Lindsay Hawker trata-se de um evento ocorrido em 26 de março de 2007, onde Lindsay, uma professora de inglês britânica de 23 anos, foi estuprada e assassinada no Japão por Tatsuya Ichihashi, então com 28 anos. O autor do crime ficou foragido por dois anos e oito meses.
Em 10 de novembro de 2009, a mídia japonesa e a BBC News informaram que a polícia o havia capturado. Em 4 de julho de 2011, o acusado confessou ter matado Hawker, afirmando que a sufocou para impedi-la de gritar enquanto a estuprava. Ele foi condenado à prisão perpétua em 21 de julho de 2011.

## Antecedentes

### Lindsay Hawker
Lindsay Ann Hawker (Coventry, 30 de dezembro de 1984 — Ichikawa, 26 de março de 2007) foi uma professora britânica, filha de Bill e Julia Hawker. A sua família veio de Brandon, Warwickshire, uma vila fora de sua cidade natal. Ela foi educada na King Henry VIII School, Coventry e estudou biologia na Universidade de Leeds, onde quase obteve um diploma de primeira classe, graduando-se em 2006. Seu ex-diretor George Fisher declarou: "Lindsay ingressou na King Henry VIII School em 1998, no início do 9º ano. Ela é lembrada por todos que a conheceram como uma jovem encantadora, brilhante, atenciosa e altamente inteligente." Em outubro do mesmo ano, chegou ao Japão após ser contratada pela escola de idiomas Nova, para dar aulas de inglês. Ela deveria retornar para a Universidade de Leeds em 2007 para continuar seus estudos depois de passar um ano no exterior. Hawker dividia sua acomodação com duas outras professoras estrangeiras. No dia em que desapareceu, sua família ficou aflita por sua falta de contato; ela havia usado e-mail, Skype e telefonemas para manter contato com sua família.

### Tatsuya Ichihashi
Tatsuya Ichihashi (Gifu, 5 de janeiro de 1979) é um criminoso japonês. Filho de um médico e uma dentista, cresceu em Gifu, bem como na província de Chiba, a leste de Tóquio. Depois de se formar no Departamento de Horticultura na Universidade de Chiba em 2005, Ichihashi não trabalhou e recebia uma mesada de seus pais de aproximadamente 100 000 ienes— cerca de 1500 reais na época. Ele tinha 28 anos na data do assassinato e morava na cidade de Ichikawa, em Chiba.

## O caso

### Primeiro contato com o assassino
Em 20 de março de 2007, Hawker pegava um trem a caminho de casa e Tatsuya Ichihashi estava sentado à sua frente. Quando desceu, ele abordou a jovem, que estava montando em sua bicicleta, dizendo que era sua professora de inglês. Ela negou, e Ichihashi disse que Hawker era uma professora de inglês, o que a jovem confirmou em seguida. O homem insistiu que lhe desse aulas e correu atrás dela enquanto pedalava e foi ao seu apartamento pedindo água. Por precaução, ela o apresentou para suas duas colegas de apartamento. Ichihashi pegou uma caneta e papel e desenhou uma foto de Lindsay ali mesmo e assinou com seu nome, número de telefone e endereço de e-mail. Após conversarem por e-mail, Hawker finalmente concordou e decidiu se encontrar com ele em uma cafeteria para dar uma aula particular, o que foi permitido pela escola Nova.

### O crime

Filmagem que mostra Hawker e Tatsuya no balcão do café onde se encontraram para uma aula de inglês

Os dois se encontraram em uma cafeteria na manhã de domingo, 25 de março. Uma câmera de segurança filmou a jovem e seu perpetrador no balcão do café, onde estavam pedindo bebidas. Lindsay estava vestindo um casaco branco até a altura do joelho, já Ichihashi trajava roupas casuais escuras e um chapéu de lã preto ou cinza, enquanto gesticula como se perguntasse o que Hawker gostaria de beber. A mídia local informou que os funcionários do café relataram que os dois chegaram alguns minutos antes das 9h do dia 25 de março no horário de Tóquio, concluiram uma aula de inglês e sairam às 9h45. O suspeito alegou que não tinha dinheiro suficiente para o valor da aula, 3 500 ienes, e convidou Hawker a sua residência onde realizaria o pagamento. Após isso, os dois pegaram um táxi e seguiram até o apartamento de Ichihashi localizado em Fukuei 2-chome, Ichikawa. A professora iria cumprir um turno às 10h50 na escola de inglês em que trabalhava, então pediu ao motorista que a esperasse, um sinal que mostra sua não intenção de permanecer no local por muito tempo. Ao notar a demora, o taxista deixa o lugar pouco menos de dez minutos.
Os dois subiram até o 4° andar onde o apartamento está localizado, e ao adentrar na sala, Ichihashi bateu no rosto da vítima, depois usou faixas de contenção para amarrar seus pulsos e cometeu o estupro. Embora o acusado tenha afirmado que os dois lutaram por apenas alguns minutos, os documentos do tribunal mostraram que Lindsay tinha hematomas pesados ao redor do olho direito que eram consistentes com um punho, indicando que havia sido submetida a um ataque prolongado. Ela também teve contusões em outras partes do corpo devido à colisões com móveis. Apesar de Lindsay, com 1,70m de altura, ter aprendido artes marciais, Ichihashi era mais alto, com pouco menos de 1,80m — e faixa preta, praticando artes marciais e habitualmente pedalando 25 quilômetros por dia, o que favoreceu seu ataque. O tribunal julgou que Hawker estava viva até às 2 ou 3 da manhã de 26 de março, quando o acusado a sufocou até a morte usando as mãos. O estrangulamento durou pelo menos três minutos, fazendo com que sua traqueia fosse esmagada. Com a intenção de se livrar do corpo, Tatsuya deixou sua casa e foi até uma loja para comprar areia e terra composta. Ele enterrou a jovem em uma banheira e despejou um produto químico que os japoneses utilizam para decompor lixo, arrastando a banheira até a varanda de seu apartamento.

### A fuga
Alarmada com sua ausência, a escola Nova chamou a polícia, já que estava programada para dar aulas nos dias 25 e 26 de março respectivamente. Primeiramente os oficiais visitaram o condomínio de Hawker e lá encontraram o esboço que continha o número de telefone do suspeito, o qual Tatsuya havia desenhado dias antes do desaparecimento. A essa altura, Ichihashi não tinha nenhum histórico de condenação, mas havia uma alegação de roubo e lesão contra ele. Às 17h40, dois policiais foram enviados até o apartamento do suspeito — mas não chegaram lá até às 19h00 — e embora não pudessem bater na residência sem justa causa, já suspeitavam que Lindsay poderia ter sido vítima de um crime. Os policiais pediram reforços e às 19h45, nove agentes já estavam reunidos no que parecia ser uma situação de refém.
Os vizinhos foram questionados se tinham visto uma mulher estrangeira; mas todos eles negaram. Os agentes passaram pelo apartamento ao lado até a varanda com vista para a casa de Tatsuya. Estava escuro, porém estavam bem ao lado de sua sacada e logo perceberam uma banheira no local. Às 21h45, alguns polícias guardavam a porta do apartamento e Ichihashi finalmente saiu carregando uma mochila. De imediato os agentes exclamaram: “Você é Ichihashi e queremos falar com você sobre uma mulher estrangeira e queremos entrar”. Porém — sem nem mesmo calçar os sapatos — o suspeito se virou para eles e saiu correndo escada abaixo. Um policial agarrou-o pela mochila que estava levando, mas não conseguiu contê-lo. Os agentes não possuíam rádios para se comunicar entre si, isso impediu de alertar os colegas no andar de baixo. Tatsuya saltou os últimos metros da escada até o chão e se evadiu em meio ao denso bloco de prédios residenciais. A polícia permaneceu em seu encalço, até que se encontraram novamente. O fugitivo estava usando sapatos que ele devia ter roubado do lado de fora de uma residência próxima, passando pelos agentes pela segunda vez e desaparecendo em seguida.
Logo após sua fuga, o corpo nu e coberto de hematomas da professora foi localizado dentro da banheira na varanda do apartamento. Seu cabelo foi raspado e colocado em um saco plástico encontrado na cozinha. Foram realizados testes de DNA em amostras biológicas coletadas do corpo da vítima que coincidiram com os de Ichihashi.

## Investigação
Na terça-feira, a polícia obteve um mandado de prisão para Tatsuya Ichihashi por suspeita de abandonar o corpo de Hawker, também o colocando na lista nacional de procurados. Em 29 de março, os detetives removeram um carrinho de compras no seu prédio, no qual acredita-se que tenha transportado os sacos de solo de horticultura que ele usou para enterrar a vítima. Naquele mesmo dia, vinte policiais invadiram o Hotel Chateau — um hotel do amor perto da estação Nishi-Funabashi, a leste de Tóquio — mas não o encontraram. A polícia divulgou um novo pôster de procurado de Tatsuya, que incluía uma imagem aprimorada do acusado disfarçado de mulher.
No início de 2008, a polícia investigou avistamentos de foragido entre seções de Kabukichō, populares entre os homossexuais, onde ele havia sido identificado por seus parceiros sexuais masculinos. No entanto, na última parte do ano, a investigação parou. Em outubro de 2008, 140 agentes estavam envolvidos na investigação relativamente grande. Naquele mês, a polícia sugeriu que Ichihashi poderia ter cometido suicídio, o que mais tarde o pai de Lindsay chamaria de estratagema para reduzir a operação, que algumas fontes internas disseram estar chegando ao fim.
Relatórios especulando sobre a localização do acusado continuaram, e em 15 de janeiro de 2009 um artigo no Japan Today, citando um repórter da revista semanal Spa! relatou que Ichihashi havia fugido para as Filipinas. Em 26 de junho do mesmo ano, a Agência Nacional de Polícia Japonesa decidiu aumentar a recompensa em dinheiro por informações que levassem à prisão do fugitivo de 1 milhão de ienes para 10 milhões de ienes. No entanto, a maneira como essa recompensa seria distribuída foi questionada quando Ichihashi foi finalmente preso no final daquele ano; vários informantes,  incluindo uma clínica de cirurgia estética em Nagoya, um funcionário de uma empresa de construção em Osaka – onde Ichihashi trabalhou por quatorze meses – e um funcionário de uma empresa de balsas de Osaka que relatou ter avistado alguém que se assemelhava a ele, contribuíram para sua captura.